# مدرسه بین‌المللی شویفات
مدرسه بین‌المللی شویفات (عربی: مدرسة الشويفات الدولية) مجموعه از مدارس بین‌المللی است که توسط نظام آموزشی سابیس (SABIS) در کشورهای مختلف خاورمیانه اداره می‌شود. اولین مدرسه از مجموعه مدارس شویفات در سال ۱۸۸۶ در لبنان آغاز بکار کرد و به‌دنبال آن به سایر شهرهای مختلف منطقه خلیج کشانده شد. مدرسه شویفات دارای شاخه‌ای در انگلیس نیز هست که معمولاً به‌عنوان مدارس تابستانی شناخته می‌شود و برای دانش‌آموزان امکان فراگیری ریاضیات در فصل تابستان وجود دارد.

## تاریخچه
مدرسه بین‌المللی شویفات در لبنان در حقیقت مادر مجموعه مدارس سابیس (SABIS) است که در روستای شویفات لبنان در سال ۱۸۸۶ توسط طانیوس سعد و لوئیزا بروکتر تأسیس شد. لوئیزا بروکتر یک زن ایرلندی بود که در این منطقه تدریس می‌نمود؛ که در اساس به دختران درس می‌داد. در سال ۱۸۹۰ طانیوس سعد از انگلیس بخاطر بررسی سیستم آموزشی دیدار نمود که تا زمان فوت خودش در سال ۱۹۵۳ مسؤلیت این مدرسه را برعهده داشت.
این مدرسه تحت نظارت اشراف و شارل سعد که به‌جای طانیوس عهده‌دار مسؤلیت آن شده بود، گسترش پیدا کرد و اولین شاخه آن در شارجه در کشور امارات در سال ۱۹۷۵ تأسیس شد و به‌دنبال آن در سایر مناطق کشورهای خلیج گسترش یافت. در سال ۱۹۸۳ به دلیل جنگ‌های داخلی لبنان این مدرسه جابجا شد ولی در سال ۱۹۹۱ به محل اصلی خود برگردانده شد. مدارس دیگری در انگلیس و آمریکا در سال ۱۹۸۳ و ۱۹۸۵ و در پاکستان در سال ۱۹۹۲ بازگشایی شد. اخیراً نیز در استان اربیل کردستان عراق و اردن و عمان و همچنین فلسطین شاخه‌هایی از این مدرسه افتتاح گردید.